# Ceanothus masonii
Ceanothus masonii är en brakvedsväxtart som beskrevs av Mcminn. Ceanothus masonii ingår i släktet Ceanothus och familjen brakvedsväxter. Inga underarter finns listade i Catalogue of Life.